# 25 Batalion Rozpoznawczy
25 Batalion Rozpoznawczy (25 br) – pododdział rozpoznawczy ludowego Wojska Polskiego

## Formowanie i zmiany organizacyjne
Sformowany w 1955 na bazie 25 kompanii zwiadu 5 Dywizji Piechoty. W 1957 r. podporządkowany został dowódcy 4 Pomorskiej Dywizji Piechoty. Stacjonował w Międzyrzeczu.
W 1958 przeformowany na 25 kompanię rozpoznawczą. W 1968 powtórnie przeniesiony na etat batalionu rozpoznawczego 4 Dywizji Zmechanizowanej.
Na podstawie zarządzenia szefa Sztabu Generalnego WP Nr 055/Org. z 1 sierpnia 1994 i zarządzenia zastępcy dowódcy Śląskiego Okręgu Wojskowej – szefa sztabu Nr Pf 85/Org. z 5 września 1994 w sprawie reoganizacji batalionów rozpoznawczych 4, 5 oraz 11 DKPanc., w terminie do 31 marca 1995, 25 br (etat wojenno-pokojowy Nr 30/329/0) został przeformowany na 4 batalion rozpoznawczy wg etatu wojenno-pokojowego Nr 29/119/0. Przeformowany batalion zachował dotychczasowe podporządkowanie, numer jednostki wojskowej i poczty polowej (P-9517), identyfikator oraz miejsce postoju.

## Struktura organizacyjna
dowództwo i sztab
- kompania rozpoznawcza na BRDM
  - 2 plutony rozpoznawcze
  - pluton rozpoznawczy płetwonurków
- kompania rozpoznawcza na BWP-1
  - 3 plutony rozpoznawcze
- kompania specjalna
  - grupa dowodzenia
  - 5 grup rozpoznawczych
  - grupa płetwonurków
  - grupa łączności

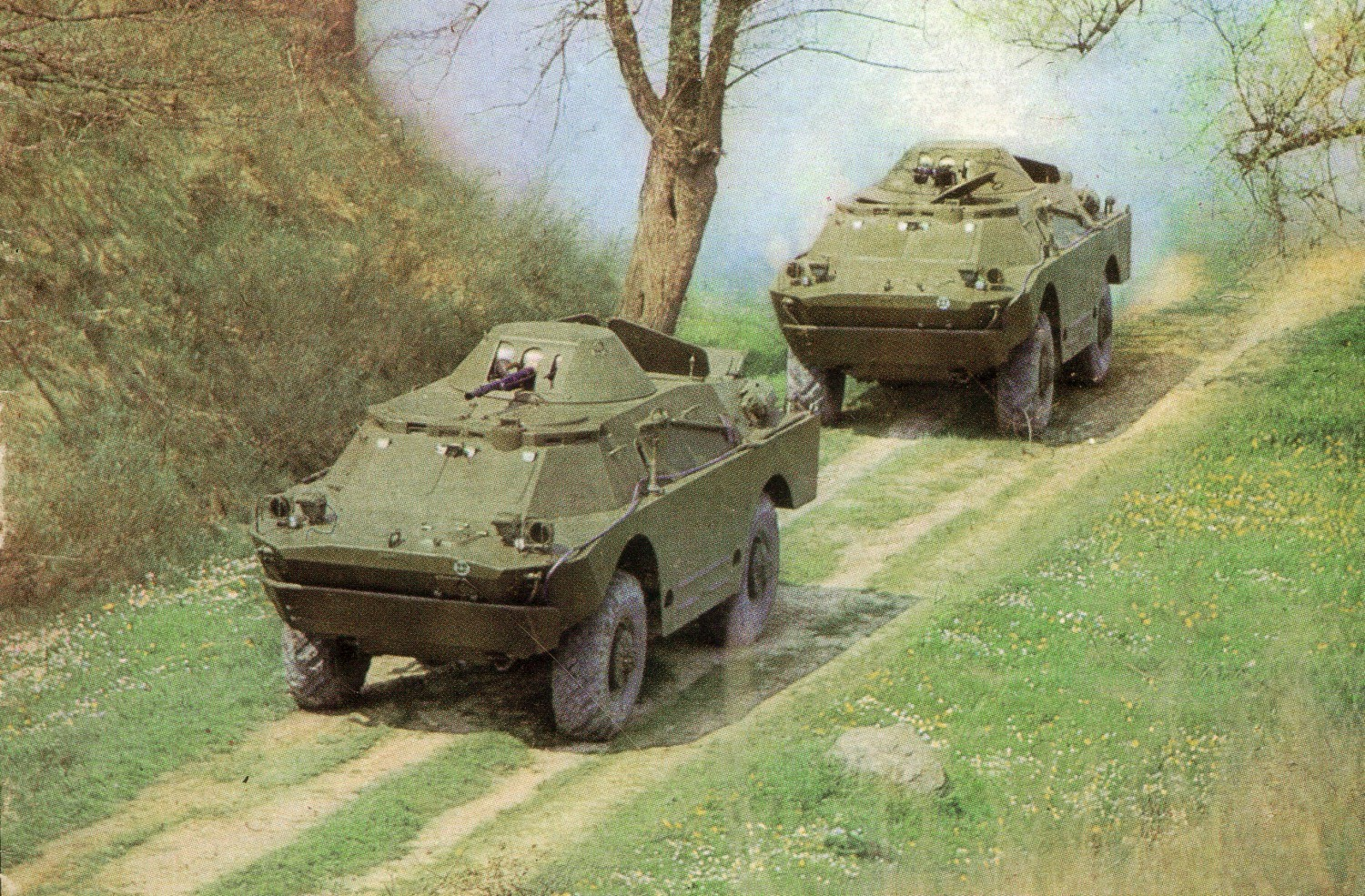
BRDM-2 – wóz rozpoznawczy 1 kr

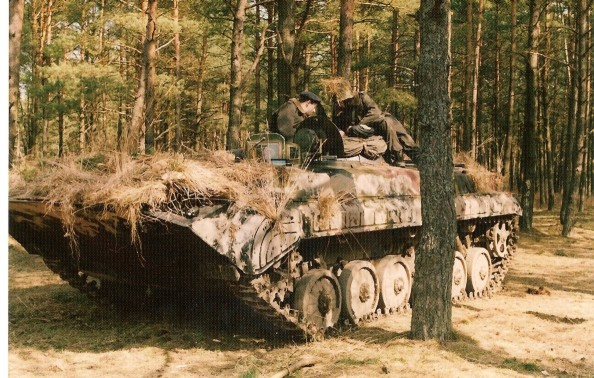
BWP 1- wóz na wyposażeniu 2 kr

  - instruktor spadochronowy + układacz spadochronów
- kompania rozpoznania radioelektronicznego
  - grupa analizy informacji
  - pluton rozpoznania systemów radiolokacyjnych
  - pluton rozpoznania radiowego UKF
  - pluton namierzania radiowego UKF
- pluton technicznego rozpoznania pola walki
- pluton łączności
- pluton remontowy
- pluton zaopatrzenia
- pluton medyczny

## Żołnierze 25 batalionu rozpoznawczego
Dowódcy batalionu
- kpt. Jan Kuriata
- ppłk dypl. Augustyn Sałagan
- kpt. dypl. Zając
- ppłk dypl. Józef Piotrowski
- kpt dypl. Ryszard Żytyński
- mjr dypl. Zbigniew Kwintal
- ppłk dypl.Zenon Nabielski
- mjr dypl. Tadeusz Majcherek

Inni oficerowie batalionu
- płk Tadeusz Sapierzyński